# لرمر (دهانه)
لرمر یک دهانه برخوردی در ماه‌ است.

## دهانه‌های اقماری
این دهانه ۴ دهانه اقماری دارد.
| Larmor | عرض جغرافیایی | طول جغرافیایی | قطر          |
| ------ | ------------- | ------------- | ------------ |
| Q      | ۲۸.۶° N       | ۱۷۶.۲° E      | ۲۲.۰ کیلومتر |
| K      | ۳۰.۳° N       | ۱۷۹.۰° W      | ۲۴.۰ کیلومتر |
| Z      | ۳۳.۷° N       | ۱۷۹.۸° W      | ۴۹.۰ کیلومتر |
| W      | ۳۳.۹° N       | ۱۷۷.۶° E      | ۲۷.۰ کیلومتر |